# باستان‌اسب
باستان‌اسب (نام علمی: Archaeohippus) نام یک سرده از شاخه طنابداران است.